# Blahoslovenna, Krînîcikî
Blahoslovenna (în ucraineană Благословенна) este un sat în comuna Andriivka din raionul Krînîcikî, regiunea Dnipropetrovsk, Ucraina.

## Demografie
Componența lingvistică a localității Blahoslovenna
     Ucraineană (93,75%)
     Rusă (6,25%)
Conform recensământului din 2001, majoritatea populației localității Blahoslovenna era vorbitoare de ucraineană (93,75%), existând în minoritate și vorbitori de rusă (6,25%).